# قیماس‌خان
قیماس‌خان یکی از روستاهای استان آذربایجان شرقی است که در دهستان بناجوی شمالی بخش مرکزی شهرستان بناب واقع شده‌است.

## موقعیت جغرافیایی
روستای قیماسخان در۱۷ کیلومتری شمال بناب دقیقا در دامنه رشته کوه‌های سهند واقع شده‌است.

## جمعیت
تعداد خانوارهای این روستا به ۶۰خانوار می‌رسید که کوچ مردم شروع شد مردم یکی پس ازدیگری به شهرستان‌های تابعه بناب. مراغه و عجب شیر... کوچ نمودند الان دراین روستا تعداد ۷خانوار زندگی می‌کنند
که یک خانوار غیر بومی وشش خانوار بومی هستند.

## میراث
قیماسخان قدمتی دیرین داردکه نامش برگرفته از نام یک سردار اشکانی می‌باشد. این روستا با روستاهای شورگل. قره زکی. صومعه. گنبد وزاویه. تپیک دره. تجرق. توتاخانه. آهق. وآلقو احاطه شده‌است. بنا به روایت پیشینیان روستا در حدود ۵ کیلومتر از محل فعلی خود با لاتر میان دو کوه واقع شده بود که محل سابق روستا فعلاً به نام اصل قیماسخان(قیماسخان اصل)شناخته می‌شود.

## طبیعت
کوه‌ها و ارتفاعات دیدرس شمال شهرستان عمدتا در اراضی قیماسخان می‌باشد کوه‌های قزل داغ. بز داغ. جین قیه سی(صخرهٔ جن)از معروفترین کوه‌های قیماسخان می‌باشند. دره و تفرجگاه محلی توران دره سی نیز نیز از روستای قیماسخان قابل دسترسی است(دره توران دره مشترک سرسبز و باغ روستاهای قیماسخان و توتاخانه می‌باشد). غار معروغ چاخماقلو(در اراضی توتاخانه)ار روستای قیماسخان قابل دسترسی است و غار چوبوقلو(چبقلو)نیز در همین روستا واقع شده‌است. راه روستای قیماسخان ۹کیلومتر تا روستای شورگل آسفالت و۸کیلومتر به صورت جاده شنی هموار و توسط انواع وسایل نقلیه قابل دسترسی است.

## امکانات
امکانات برق تلفن آب آشامیدنی و گاز شهری نیز توسط جهاد سازندگی درروستا دایر شده‌است.